# Thiziri Kadi
Thiziri Kadi, née en 2000 à Sidi M'Hamed, est une gymnaste rythmique algérienne.

## Carrière
Thiziri Kadi remporte trois médailles de bronze aux championnats d'Afrique de gymnastique rythmique 2020 (en groupe au général, en groupe 5 ballons et en groupe 3 cerceaux + 2 massues).